# 同樂運動會

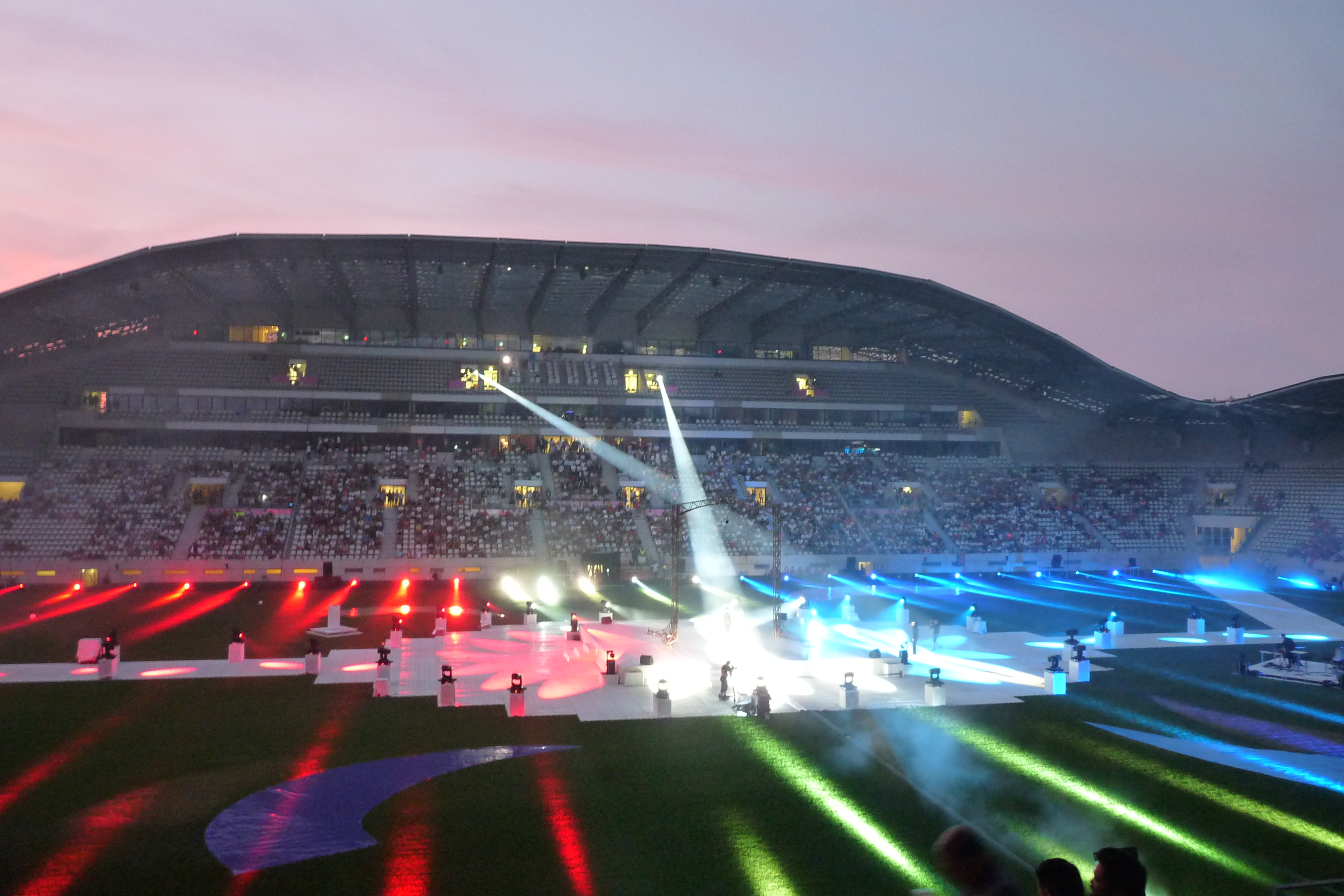
第十届巴黎同乐运动会开幕式

同乐运动会（英語：Gay Games，又称同志运动会）是一个由同志社区举办的体育和文化活动。同乐运动会于1982年始于舊金山，创办者是汤姆·沃德尔医生，他的目标是发扬包容和参与的精神，以及把个人最好的追求带入到运动中。
这个同志运动会联盟的目的是，通过举办每年一届的有组织的国际（参与的）运动和文化活动，也就是大家所知的同乐运动会，来培养和加强全球同性恋男女的自尊以及获得非同性恋世界人们对同性恋的尊重和理解。
同乐运动会本來以“同志奥林匹克运动会”為名，但是後來国际奥林匹克委员会提起诉讼，迫使运动会改成了现在这个名称。其它使用“奥林匹克”名称的运动会從没有遭遇相似的命运。
同乐运动会对所有愿意参与的人开放，不管他们的性傾向如何。在同乐运动会中没有资格标准的限制。主辦單位的宣言是：同樂運動會是四年一度的運動文化活動，集合來自世界各地的人。基於大會的參與、包容、個人最佳表現原則，大會歡迎所有人參與，不論性傾向、性別、種族、宗教、國籍、祖籍、政治信仰、運動美術能力、年齡、身心障礙或健康狀況。
同乐运动会使得全世界的运动员和艺术家聚集到一起，包括很多仍然把同性恋认为是罪行的国家的人。
第6届同乐运动会在澳大利亚的悉尼举行，有超过14,000的参赛者参与了超过30个项目的运动比赛和文化活动。

## 歷屆同樂運動會列表
| 名称                                | 举办地                      | 开幕时间      | 参与者  | 備註   |
| ----------------------------------- | --------------------------- | ------------- | ------- | ------ |
| 第一届同乐运动会-挑战 '82           | 美国旧金山                  | 1982年8月28日 | 1,600   |        |
| 第二届同乐运动会-胜利 '86           | 美国旧金山                  | 1986年8月9日  | 3,500   |        |
| 第三届同乐运动会-庆典 '90           | 加拿大温哥华                | 1990年8月4日  | 9,500   |        |
| 第四届同乐运动会-团结 '94           | 美国纽约                    | 1994年6月18日 | 11,000  |        |
| 第五届同乐运动会-友谊 '98           | 荷蘭阿姆斯特丹              | 1998年8月1日  | 14,700  |        |
| 第六届同乐运动会-同一片崭新的天空下 | 悉尼                        | 2002年11月2日 | 14,000  |        |
| 第七屆同樂運動會- 聚会              | 美国芝加哥*                 | 2006年7月15日 | 12,500  | * 分裂 |
| 第八屆同樂運動會                    | 德国科隆                    | 2010年7月31日 |         |        |
| 第九屆同樂運動會                    | 美国克里夫蘭-阿克倫         | 2014年8月9日  | 10,000* | * 估计 |
| 第十屆同樂運動會                    | 法國巴黎                    | 2018年8月4日  | 10,000* | * 估计 |
| 第十一屆同樂運動會                  | 中國香港和 墨西哥瓜达拉哈拉 | 2023年11月3日 |         |        |
| 第十二届同乐运动会                  | 西班牙瓦倫西亞              | 2026年        |         |        |

## 分裂
加拿大蒙特利爾原本主辦2006年同樂運動會，後來由於同志运动会联合会與該運動會籌委會發生重大矛盾棄辦，經過重新申辦後由美國芝加哥取得主辦權。後來原主辦城市自己在2006年8月舉辦首屆世界同志運動會。